# Hermannia angularis
Hermannia angularis är en malvaväxtart som beskrevs av Nikolaus Joseph von Jacquin. Hermannia angularis ingår i släktet Hermannia och familjen malvaväxter. Inga underarter finns listade i Catalogue of Life.